# Paul Young (Sänger, 1947)

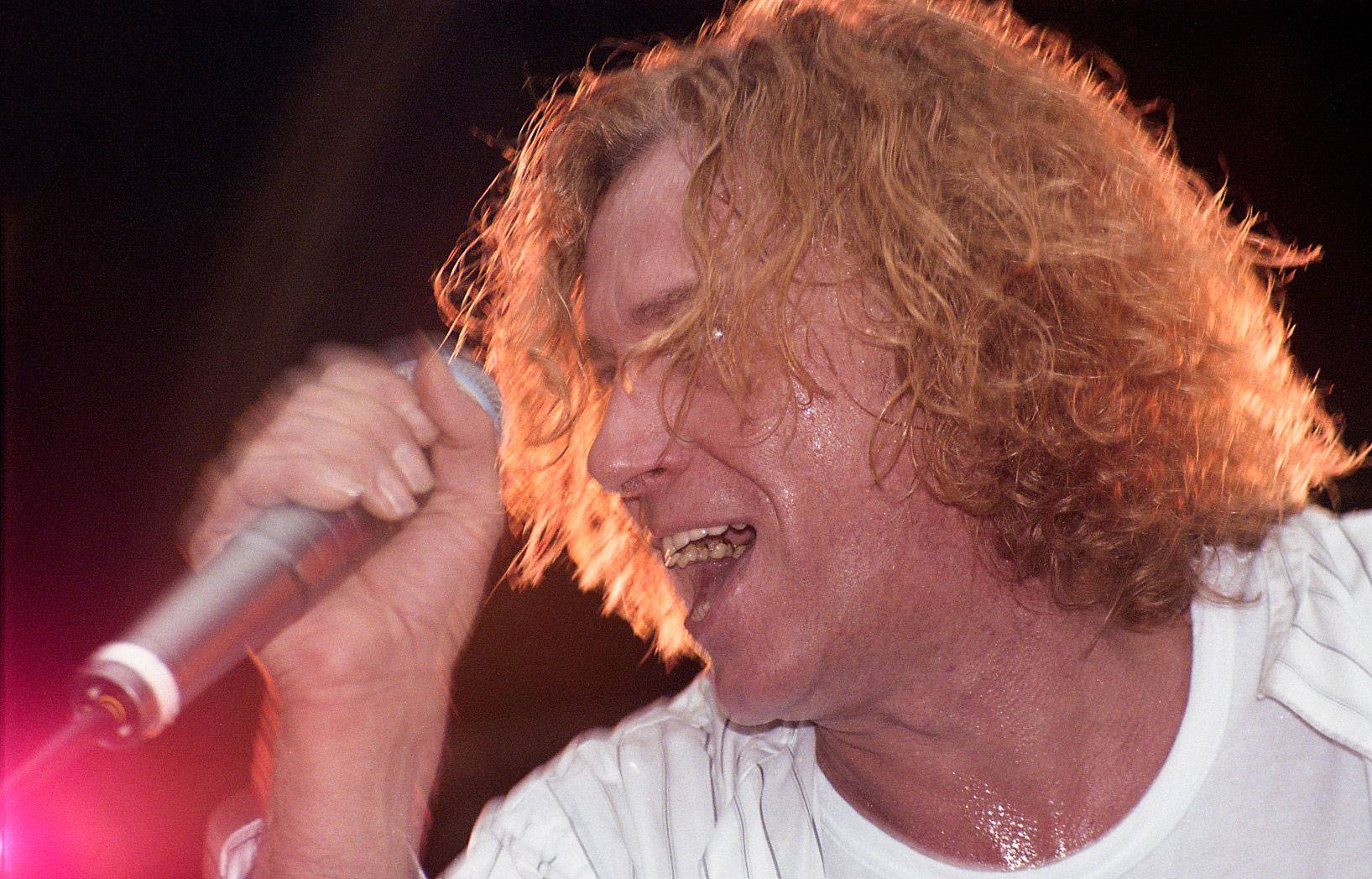
Paul Young während eines Auftritts in Den Haag 1995

Paul Young (* 17. Juni 1947 in Benchill, Manchester, England; † 15. Juli 2000 in Wythenshawe, Manchester) war ein britischer Sänger. Er ist nicht zu verwechseln und nicht verwandt mit dem Soulsänger gleichen Namens.

## Wirken
In den 1960er Jahren hatte er bereits erste Erfolge in der deutschen Clubszene, sowohl solo als auch mit diversen Beat-Gruppen wie The Toggery Five. Danach war er Gründungsmitglied der Band Sad Café, mit den größten Hits Run Home Girl (Platz 71 der US-Charts) und Everyday Hurts (Platz 3, UK-Charts). Nach Auflösung der Band 1979 wurde es um Paul Young still, bis er als Sänger von Mike & the Mechanics ab 1985 erneut erfolgreich war, so unter anderem mit Hits wie All I Need Is A Miracle oder Word Of Mouth.
In den 1980er Jahren veröffentlichte er (noch) mit Sad Café die Alben Politics of Existing (1985) und Whatever it takes (1989). 
Young starb am 15. Juli 2000 in seinem Haus an einem Herzinfarkt. 2011 wurde posthum sein einziges Soloalbum Chronicles veröffentlicht, das aus bis dahin unveröffentlichtem Material besteht.